# 我想和你唱 (第四季)
《我想和你唱》第四季，是中国大陆湖南卫视于2023年第一季度推出的一档週五后晚间档音乐互动综艺节目，接档节目《会画少年的天空》。节目在原制作班底王琴工作室的基础上新增了罗新星创新小组（原刘蕾团队）共同参与制作，并由汪涵、沈梦辰、齐思钧联合主持，音乐总监为中国大陆音乐人谭伊哲，首期节目于2023年2月17日在湖南大众传媒职业技术学院录制，并于2023年3月3日首播。

## 赛制
第四季的赛制整体上回归第二季，并将第三季的“十秒同框合唱”升级为“百人合唱”。每週将有两位明星上传自己的合唱征集视频，观众可通过芒果TV、全民K歌、唱吧参与视频合唱。节目组会从每位明星的参与者中选出100位来到派对现场，明星将分别同各自的百人想唱团进行合唱，互动环节穿插在百人合唱前后进行，主持人汪涵也将以百人想唱团视角全程陪伴式参与节目。现场互动结束后，节目将进入“三对一合唱”、“明星三选一”以及“一对一圆梦合唱”三个经典环节。全场演唱结束后，两位明星将与现场200位想唱团成员共同完成一首经典曲目。最终，荐乐团成员将从现场200位想唱团成员中选出一位推送至湖南卫视全新歌唱类选拔节目《青年π计划》。此外，主持人汪涵还将走出演播厅，每期探访一组特别的素人嘉宾，寻找生活中的歌者，并邀请他们参与节目录制。
本赛季在正式录制之前新增“想唱热身局”环节，由歌手与荐乐团成员分为两组进行游戏比拼，获胜队伍的歌手可在一对一圆梦合唱环节获得优先演唱权或优先选择出场顺序，“想唱热身局”环节的内容作为会员加更版于每週六12:00在芒果TV上线播出。

## 节目列表
注：仅列出节目中被提及的素人嘉宾，标示红色者表示进入第一轮现场合唱，标示橙色者表示被歌手选中作为演唱搭档候选人并获得与歌手单独交流的机会，标示绿色者表示单独交流结束后被歌手最终确定为演唱搭档并进入一对一圆梦合唱环节，标示下划线者表示该素人嘉宾为汪涵探访到的受邀者，右上角的数字表示一对一圆梦合唱环节中的出场顺序；除非特别注明，否则优先演唱权为自动获得。

### 第一期
- 录制日期：2023年2月17日

| 我想和你唱第四季 第一期 2023年3月3日 主持人：汪涵、沈梦辰、齐思钧 荐乐团成员：蘇醒、王栎鑫、锤娜丽莎、李莎旻子、吴泽林、黄子弘凡 |                                                                         | |
| 歌手 | 素人嘉宾                                                                | 演唱曲目 |
| 苏有朋 | 青春老男孩、林 跃、薛春丹＆薛永嘉＆薛靖怡 李 早、左湘晋、赵栖兑、陈国彦 | 《爱》（初亮相） 《蝴蝶飞呀》（合唱视频征集、百人合唱） 《红蜻蜓》（三对一合唱） 《我最大的奇迹》（一对一圆梦合唱1）   |
| 王心凌 | 谭文＆杨梦姣、曹漫、肖青＆蓝雁乐队、葛昊天                              | 《彩虹的微笑》（初亮相、合唱视频征集） 《爱你》（百人合唱） 《大眠》（三对一合唱） 《第一次爱的人》（一对一圆梦合唱2） |
| 全员合唱：《是你》／梦然 |                                                                         | |
| 获得推送卡：赵栖兑 |                                                                         | |
| 结束曲：苏有朋《玫瑰急救箱》 |                                                                         | |

### 第二期
- 录制日期：2023年3月1日

| 我想和你唱第四季 第二期 2023年3月10日 主持人：汪涵、沈梦辰、齐思钧 荐乐团成员：白举纲、锤娜丽莎、吴泽林、宋木子 |                                                      | |
| 歌手 | 素人嘉宾                                             | 演唱曲目 |
| 陈楚生 王栎鑫 张 远                                                                                             | 梁荣豪＆梁荣杰、王海娇＆王海璇 文彦杰、海 风、龙杨洋 | 《活该》（合唱视频征集[a]） 《选择权》（原唱：王栎鑫／百人合唱） 《嘉宾》（原唱：张远／三对一合唱） 《思念一个荒废的名字》（原唱：陈楚生／一对一圆梦合唱2）                |
| 陆 虎 苏 醒 王铮亮                                                                                              | 毛潇曼、师雅菲 陈誉生＆王晴、李 翼                   | 《活该》（合唱视频征集[a]） 《别丢了你的勇敢》（原唱：陆虎／百人合唱） 《只是没有如果》（原唱：张靓颖、王铮亮／三对一合唱） 《Miss Pretty》（原唱：蘇醒／一对一圆梦合唱1） |
| 全员合唱：《小宇》／張震嶽                                                                                      |                                                      | |
| 获得推送卡：师雅菲                                                                                              |                                                      | |

^  a. 由两组歌手共同完成

### 第三期
- 录制日期：2023年3月2日

| 我想和你唱第四季 第三期 2023年3月17日 主持人：汪涵、沈梦辰、齐思钧 荐乐团成员：蘇醒、白举纲、锤娜丽莎、符龙飞、吴泽林 |                                  | |
| 歌手 | 素人嘉宾                         | 演唱曲目 |
| 周笔畅 | 卜俊钦、龙宇瞳 金影一家、罗玉珍  | 《笔记》（百人合唱） 《用尽我的一切奔向你》（合唱视频征集） 《去流浪》（三对一合唱） 《Lonely You 龙利鱼》（一对一圆梦合唱1） |
| 潘玮柏 | 朱诗薇、严堡丹 廖智慧、莫桃云[a] | 《Tell Me》（百人合唱、合唱视频征集） 《愛上未來的妳》（三对一合唱） 《Moonlight》（一对一圆梦合唱2）                         |
| 全员合唱：《伤心的人别听慢歌》／五月天                                                                                |                                  | |
| 获得推送卡：朱诗薇 |                                  | |

^  a. 因故未到场

### 第四期
- 录制日期：2023年3月15日

| 我想和你唱第四季 第四期 2023年3月24日 主持人：汪涵、沈梦辰、齐思钧 荐乐团成员：蘇醒、刘维、锤娜丽莎、吴泽林、黄子弘凡 |                                             | |
| 歌手 | 素人嘉宾                                    | 演唱曲目 |
| 华晨宇 | 邓龙泉、太金之之、唐宇涵                    | 《走，一起去看日出吧》（百人合唱） 《点燃银河尽头的篝火》（合唱视频征集、一对一圆梦合唱2） 《好想爱这个世界啊》（三对一合唱）                |
| 新裤子乐队 | 龚师民、龙岩华＆苗人三蛮乐队 胡泽慧、牛光强 | 《你要跳舞吗》（百人合唱） 《别再问我什么是迪斯科》（合唱视频征集） 《生活因你而火热》（三对一合唱） 《你都忘了你有多美》（一对一圆梦合唱1） |
| 全员合唱：《艾瑞巴迪》／新裤子乐队＋《寒鸦少年》／华晨宇                                                              |                                             | |

### 第五期
- 录制日期：2023年3月16日

| 我想和你唱第四季 第五期 2023年3月31日 主持人：汪涵、沈梦辰、齐思钧 荐乐团成员：蘇醒、刘维、锤娜丽莎、吴泽林、黄子弘凡 |                               | |
| 歌手 | 素人嘉宾                      | 演唱曲目 |
| 薛凯琪 | 梓贝、付淳羽、李楚楚          | 《复刻回忆》（百人合唱） 《Better Me》（合唱视频征集） 《苏州河》＋《慕容雪》（三对一合唱） 《雨你》（一对一圆梦合唱1）            |
| 黄贯中 | 王维锴、郑晓峰 潘华伦、唐文芯 | 《不再犹豫》（粤语／百人合唱） 《喜欢你》（粤语／合唱视频征集） 《海阔天空》（粤语／三对一合唱） 《大地》（粤语／一对一圆梦合唱2） |
| 全员合唱：《喜欢你》（粤语）／Beyond                                                                                  |                               | |

### 第六期
- 录制日期：2023年3月29日

| 我想和你唱第四季 第六期 2023年4月7日 主持人：汪涵、沈梦辰、齐思钧 荐乐团成员：蘇醒、刘维、张远、锤娜丽莎、吴泽林 |                                      | |
| 歌手 | 素人嘉宾                             | 演唱曲目 |
| 大张伟 | 张承慧、代泽颖、陈 聪                | 《我怎么这么好看》（百人合唱） 《阳光彩虹小白马》（合唱视频征集） 《所有的美好都让我想起你》（三对一合唱） 《一个Nice！》（一对一圆梦合唱1） |
| 張棟樑 | 潘 禹、蒋征玲 马海明＆宋晴、石榴夫妇 | 《当你孤单你会想起谁》（百人合唱） 《小乌龟》（合唱视频征集） 《北极星的眼泪》（三对一合唱） 《寂寞边界》（一对一圆梦合唱2[a]）              |
| 全员合唱：《微笑》／海龟先生                                                                                     |                                      | |

^  a. 游戏结果为張棟樑队获胜，張棟樑选择第二个出场

### 第七期
- 录制日期：2023年3月30日

| 我想和你唱第四季 第七期 2023年4月14日 主持人：汪涵、沈梦辰、齐思钧 荐乐团成员：蘇醒、刘维、张远、锤娜丽莎、吴泽林 |                                         | |
| 歌手 | 素人嘉宾                                | 演唱曲目 |
| 郁可唯 | 范芽芽、贺迎欣、田雨霖                  | 《知否知否》（百人合唱） 《路过人间》（合唱视频征集、三对一合唱） 《去有风的地方》（一对一圆梦合唱1）                 |
| 汪苏泷 | 王可乔、林姝涵、李豪横 特邀嘉宾：容海恩 | 《一笑倾城》（百人合唱） 《就让这大雨全都落下》（合唱视频征集） 《剑魂》（三对一合唱） 《不服》（一对一圆梦合唱2[a]） |
| 全员合唱：《爱人错过》／告五人                                                                                    |                                         | |

^  a. 游戏结果为汪苏泷队获胜，汪苏泷选择第二个出场

### 第八期
- 录制日期：2023年4月13日

| 我想和你唱第四季 第八期 2023年4月21日 主持人：汪涵、沈梦辰、齐思钧 荐乐团成员：蘇醒、刘维、张远、锤娜丽莎、靳梦佳、吴泽林 |                                                                         | |
| 歌手 | 素人嘉宾                                                                | 演唱曲目 |
| 杨千嬅 | 苏菀玉、谢晨希、王珍译 风云兄弟、魏诗颖                                 | 《花好月圆夜》（百人合唱） 《野孩子》（粤语／合唱视频征集、一对一圆梦合唱2） 《勇》（粤语／三对一合唱）                                      |
| 王 源 | 阿的阿合＆四川凉山昭觉县俄尔镇中心小学光明合唱团 冯佳慧、罗启墨、邢俊朗 | 《天亮一起追太阳》（百人合唱） 《骄傲》（合唱视频征集） 《世界上没有真正的感同身受》（三对一合唱） 《流星也为你落下来了》（一对一圆梦合唱1） |
| 全员合唱：《如果我们不曾相遇》／五月天                                                                                    |                                                                         | |

## 争议
在2023年2月24日播出的精编特别节目中，由于受到“快乐方程式”代言事件的影响，导致除何炅外的快乐家族其他四位成员均不得在湖南卫视出镜，故鉴客团成员李维嘉的正面镜头被全数删除，或者用其他观众席镜头替换，仅保留其原声及少量远景镜头。
针对本季节目播出以来的剧本争议，总导演王琴在3月30日的微博探班直播中予以否认，并表示节目主打真情实感，三位素人嘉宾需提前一天在穿戴面具与斗篷的前提下同时与歌手进行一对一圆梦合唱环节的歌曲彩排。

## 收视率
| 中国大陆 湖南卫视 首播收视率 |               |        |          |       |        |          |        |                            |
| 集數                         | 播出日期      | CSM63  | CSM63    | CSM63 | CCData | CCData   | CCData | 備註                       |
| 集數                         | 播出日期      | 收視率 | 收視份額 | 排名  | 收視率 | 收視份額 | 排名   | 備註                       |
| 精编                         | 2023年2月24日 | 1.632  | 13.38    | 4     | 1.32   | 4.4      | 1      |                            |
| 1                            | 2023年3月3日  | 1.773  | 12.76    | 3     | 1.26   | 4.0      | 1      |                            |
| 2                            | 2023年3月10日 | 2.104  | 15.95    | 3     | 1.11   | 3.5      | 1      |                            |
| 3                            | 2023年3月17日 | 1.456  | 13.07    | 3     | 1.36   | 4.6      | 1      |                            |
| 4                            | 2023年3月24日 | 1.853  | 14.24    | 3     | 1.26   | 4.1      | 2      | 江苏《最强大脑第十季》完结 |
| 5                            | 2023年3月31日 | 2.263  | 21.96    | 2     | 1.39   | 4.6      | 1      |                            |
| 6                            | 2023年4月7日  | 2.406  | 22.44    | 2     | 1.43   | 4.61     | 1      |                            |
| 7                            | 2023年4月14日 | 2.230  | 19.10    | 3     | 1.28   | 4.02     | 1      |                            |
| 8                            | 2023年4月21日 | 2.332  | 20.61    | 4     | 1.36   | 4.3      | 3      | 浙江《17号音乐仓库》完结   |

1. 同时段或交叉时段主要节目：
  - 浙江卫视：《17号音乐仓库》
  - 江苏卫视：《最强大脑10》
2. 以上收视排名不包括央视在内。
3. CSM63城市网数据由广视索福瑞提供，CCData数据由中科网联提供，调查范围为四岁以上之观众。
4. 资料来源：卫视这些事儿、卫视小露电、TV未知数。
5. 排名为週五晚间所有综艺节目的排名，并不一定为同一时段。

## 综艺节目的变迁
| 中国大陆 湖南卫视 每週五 22:00—00:00                 | 中国大陆 湖南卫视 每週五 22:00—00:00                   | 中国大陆 湖南卫视 每週五 22:00—00:00                 |
| ---------------------------------------------------- | ------------------------------------------------------ | ---------------------------------------------------- |
|                                                      | 我想和你唱（第四季） （2023年3月3日[a]—2023年4月21日） |                                                      |
| 会画少年的天空 （2022年11月25日—2023年2月17日）      | 向往的生活（第七季） （2023年4月28日—2023年7月28日）   |                                                      |
| 我想和你唱系列节目变迁                               |                                                        |                                                      |
| 我想和你唱（第三季） （2018年4月28日—2018年7月13日） | 我想和你唱（第四季） （2023年3月3日—2023年4月21日）    | 我想和你唱（第五季） （2024年1月26日—2024年4月19日） |

| 新加坡 HUB都会台 每週五 20:00—22:00                  | 新加坡 HUB都会台 每週五 20:00—22:00                 | 新加坡 HUB都会台 每週五 20:00—22:00 |
| ---------------------------------------------------- | --------------------------------------------------- | ----------------------------------- |
|                                                      | 我想和你唱（第四季） （2023年4月7日—2023年5月26日） |                                     |
| 时光音乐会（第二季） （2023年1月13日—2023年3月31日） | 乘风2023 （2023年6月2日—2023年10月12日）            |                                     |

- ^  a. 2月24日播出精编特别节目。